# Листопад 2022
Листопад 2022 — одинадцятий місяць 2022 року, що розпочнеться у вівторок 1 листопада та закінчиться у середу 30 листопада.

## Події
- 1 листопада — Співачка Тейлор Свіфт стала першою виконавицею в історії, що посіла перші десять місць у пісенному чарті США[1][2][3]
- 1 листопада У Ізраїлі пройшли вибори до Кнесету, п'яті за останні три роки.
- 4 листопада — Після підрахунку голосів, блок Беньяміна Нетаньягу отримав 64 мандати зі 120 місць у Кнесеті Ізраїля[4][5]
- 6 листопада — Під час заходу на посадку літак ATR 42 впав в озеро Вікторія; 19 чоловік з 43 загинуло[6].
- 8 листопада — повне місячне затемнення
- 11 листопада — Після 261 дня російської окупації силами оборони України визволено місто Херсон від російської окупації.
- 12 листопада — На авіашоу у Далласі два літаки часів Другої Світової війни зіткнулися у повітрі та розбилися; усі члени екіпажу загинули[7].
- 13 листопада — В туристичному районі Стамбула прогримів вибух, загинуло щонайменше 8 людей
- 15 листопада — У Китаї відбуваються протести проти політики нульової терпимості до COVID-19 та жорстких обмежень[8]
- 16 листопада — НАСА успішно запустило першу місію місячної програми «Артеміда»
- 21 листопада — початок 22-го чемпіонату світу з футболу ФІФА, фінальний етап якого пройде до 18 грудня 2022 року в Катарі[9][10].
- 24 листопада — Анвар Ібрагім став 10-м прем'єр-міністром Малайзії за результатами пармалентських виборів[11]
- 26 листопада — День пам'яті жертв голодомору та політичних репресій.
- 28 листопада — Початок Різдвяного посту, який ще називають Пилиповим (Пилипівкою), бо він починається наступного дня після святкування пам'яті святого апостола Пилипа. Мета посту приготувати віруючих до зустрічі одного з найголовніших свят Церкви — Різдва Господа нашого Ісуса Христа. Різдвяний піст триває сорок днів.